# Barnadesioideae
Barnadesioideae is de botanische naam van een onderfamilie uit de composietenfamilie (Compositae of Asteraceae). De onderfamilie telt een geslachtengroep en omvat negen geslachten met 88 soorten, die voorkomen in Zuid-Amerika.

## Geslachten
- - Arnaldoa Cabrera
  - Barnadesia Mutis ex L.f.
  - Chuquiraga Juss.
  - Dasyphyllum Kunth
  - Doniophyton Wedd.
  - Duseniella K.Schum.
  - Fulcaldea Poir.
  - Huarpea Cabrera
  - Schlechtendalia Less.